# Heinrich Ellerbrok
Heinrich Ellerbrok (* 22. November 1894 in Schlangen; † 8. April 1975 ebenda) war ein Töpfer und Politiker (SPD).

## Leben
Ellerbrok, der evangelischer Konfession war, war der Sohn eines Töpfermeisters. Nach dem Besuch der Volksschule 1900 bis 1908 machte er eine Lehre als Töpfer und Ofensetzer. Danach arbeitete er bis 1914 als Ziegler. Von 1914 bis 1918 leistete er Militärdienst und war Kriegsteilnehmer. Er wurde verletzt und kehrte als Schwerkriegsbeschädigter zurück. Im Jahr 1920 heiratete er. Von April 1919 bis 1933 war er Gemeindevorsteher und von April 1920 bis 1963 Standesbeamter in Schlangen, bevor er in den Ruhestand ging. Zwischen 1945 und 1969 war er Kirchenrechnungsführer und 1956 bis 1961 Schiedsmann in Schlangen.
Er war Mitglied der SPD. 1932 rückte er für seine Partei in den Landtag Lippe nach, dem er bis zur Landtagswahl in Lippe 1933 angehörte.